# Rijnsburg
Rijnsburg – miejscowość w Holandii, w prowincji Holandia Południowa. W 2006 roku liczyła 14 850 mieszkańców. Przez miejscowość przepływa Stary Ren, jedno z ujściowych ramion Renu.

## Miasta partnerskie
- Siegen, Niemcy